# Urojenia ksobne
Urojenia ksobne (inaczej urojenie odnoszące) – rodzaj urojenia, podczas którego istnieje przekonanie, iż jest się przedmiotem szczególnego zainteresowania otoczenia. Osoby z urojeniami ksobnymi przywiązują osobiste znaczenie do działań, uwag lub stwierdzeń innych ludzi oraz do obiektów i wydarzeń, które w rzeczywistości takiego osobistego znaczenia nie mają. Chory z urojeniami ksobnymi uważa, że niewinne uwagi i zachowania innych osób odnoszą się do niej, np. ludzie na ulicy rozmawiają właśnie o nim. Urojenia ksobne występują w prawdziwej paranoi (tzw. paranoia sensitiva). Osoba doznająca urojeń ksobnych jest w pełni przekonana, że jej obserwacje są prawdziwe i nie potrzebuje w celu ich potwierdzenia żadnych dowodów.
Uważa się, iż wiele postaci historycznych cierpiało na urojenia ksobne, w tym Józef Stalin.
W przypadku osoby chorej mającej silny wpływ na otoczenie (w rodzinie, pracy, organizacji) osoby blisko związane z pacjentem mogą wtórnie przejawiać objawy paranoi indukowanej.

## Przykłady
- uczucie, że ludzie w telewizji lub w radiu mówią do chorego lub o chorym
- wrażenie, że nagłówki w gazetach są pisane o pacjencie lub do pacjenta
- wrażenie, że ludzie za plecami mówią o pacjencie
- przekonanie że działania jakichś obcych ludzi/grup są wymierzone w działania podejmowane przez pacjenta